# Napad na hrvatske policajce kod Pušine 11. kolovoza 1991.
Teroristički napad kod Pušine, teroristički napad velikosrpskih pobunjenika na hrvatske policajce iz policijske postaje Orahovica 11. kolovoza 1991. godine.
Početkom kolovoza 1991. ozračje napetosti vladalo je ovim krajem. U duhu politike hrvatske vlasti, orahovički općinski čelnici su posjetili mjesne Srbe razgovaravši s njima o problemima koje ih muče. U posjeti 4. kolovoza 1991. godine Slatinskom Drenovcu požalili su im se mjesni Srbi na policijske kontrole i izgled hrvatskog grba koji ih je podsjećao na slovo U. Ipak, izrazili su lojalnost i spremnost na suradnju s predstavnicima službene hrvatske vlasti. No, prvi znak većeg skorog problema pojavio se već sutra. 5. kolovoza u središtu Slatinskog Drenovca zavihorila se srpska zastava. Izgledalo je da će se stvari izgladiti iznutra, jer su mještani sami ju uklonili a da hrvatska policija nije morala izaći na teren.
Hrvatska policija i dalje je izlazila u ophodnje. Na hrvatskoj strani stvorilo se je povjerenje, pa su hrvatski policajci pošli ophoditi ne noseći pancirke, ne vjerujući da će se dogoditi išta loše. Tako su kobnog prijepodneva 11. kolovoza 1991. hrvatski policajci pošli u još jednu ophodnju. Nisu ni slutili da su im pobunjeni Srbi i aktivisti Srpske demokratske stranke na ulazu u selo postavili zasjedu. Prošli su Humljane i došli do ulaza u Pušinu, gdje su vidjeli našarana četiri ćirilična slova S. Netom što su se našalili da će im trebati putovnica, pobunjenici su zapucali su na njih. Brzometnom paljbom izrešetali su vozilo hrvatskih policajaca. Pogodili su ga s ukupno 61 metkom. Jedan od hrvatskih policajaca, Josip Jurković koji je vozio, nekako je ispao iz vozila, pribrao se, dohvatio pušku i uzvratio rafalima što je smelo napadače. U napadu su ubili policajca Stjepana Mlakara koji je odmah poginuo, a teško ranili Franju Sterlu (13 metaka) i lakše ranili Josipa Jurkovića. Kad se je situacija raščistila, preživjeli policajci zvali su pomoć no nitko od automobila koji su vozili ka Pušini nije se zaustavio. Naposljetku se je zaustavio jedan biciklist koji je došao iz pravca Humljana, pa jedan automobil s obitelji koji je došao iz pravca Pušine. Vozač automobila otišao je po Hitnu pomoć, koja je uskoro došla. Preživjele su odvezli u bolnicu.
Ta je ophodnja bila posljednjom koja je otišla obići brdska sela na Papuku. Napad je bio posljednji čin pobunjenih Srba na orahovačkom području prije nego što su izbila ratna djelovanja. Sutradan 12. kolovoza je proglašena autonomna oblast pobunjenih Srba, t.zv. SAO Zapadna Slavonija. Kraj je ostao okupiran četiri mjeseca sve do prosinca 1991. kad su u operaciji Papuk '91. oslobođena podpapučka sela. Stjepan Mlakar ujedno je prvi poginuli branitelj u Domovinskom ratu na području današnje Virovitičko-podravske županije. Tragedija obitelji Mlakar nije se zaustavila na ovome. Dvadesetak dana poslije velikosrpski osvajači su počinili pokolj u Balincima, Četekovcu i Čojlugu u kojem su ubili Stjepanova mlađeg brata Milana.
O događaju je 2020. godine snimljen dokumentarni film Posljednja patrola.
Kod mjesta pogibije Stjepana Mlakara podignuto je poslije spomen-obilježje. U Orahovici se ulica u kojoj je policijska postaja Orahovica zove po Stjepanu Mlakaru.45°31′56″N 17°52′51″E / 45.53232°N 17.88075°E
Nikad od počinitelja nikad nije odgovarao za zločin. Teroriste je predvodio Milenko Stanković. Dvanaestorici terorista suđeno je u odsustvu na Županijskom sudu u Osijeku za napad.